# Ciutat Ho Chi Minh

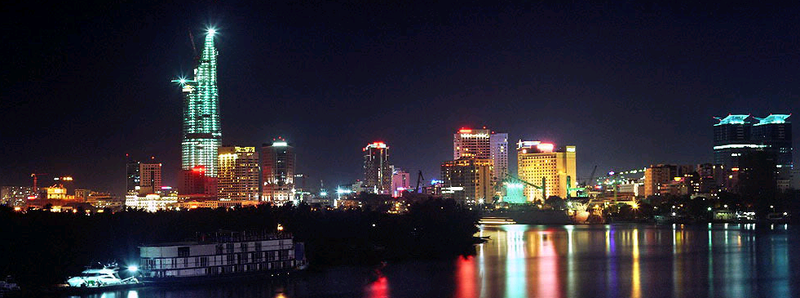
Ciutat Ho Chi Minh

Ciutat Ho Chi Minh i comunament conegut com Saigon (en vietnamita Thành phố Hồ Chí Minh), és la ciutat més important del Vietnam, per davant fins i tot de la capital, Hanoi. El municipi té una superfície de 2.090 km² i una població de 9.227.600 habitants (2020). La ciutat ha tingut diferents noms al llarg de la història. Originalment l'Imperi Khmer la va anomenar Prey Nokor, nom amb el qual encara s'hi refereixen els cambodians. Un cop els vietnamites van prendre el control de la ciutat, la van anomenar oficialment Gia Dinh, tot i que ja es referien a ella com a Sài Gòn, a partir de la colonització francesa als 1860s el nom de Saigon va passar a ser el nom oficial de la ciutat (Sài Gòn en vietnamita).
Es divideix en 19 districtes urbans (quận) i 5 de suburbans (huyện). Els districtes urbans estan numerats de l'1 a 12, als quals cal afegir-hi els de Gò Vấp, Tân Bình, Tân Phú, Bình Thạnh, Phú Nhuận, Thủ Đức i Bình Tân. Els districtes suburbans són: Củ Chi, Hóc Môn, Bình Chánh, Nhà Bè i Cần Giờ.
Situada a la riba del riu Saigon, a prop del delta del Mekong, aquesta ciutat és la metròpoli de la Cotxinxina, la regió que ocupa la part sud del país. De 1887 a 1902 va ser la capital de la Indoxina Francesa, l'any 1902 la capital es va traslldar a Hanoi. Arran de la partició del país el 1954, Saigon esdevé la capital de la República del Vietnam.
La caiguda de Saigon el 30 d'abril del 1975 va marcar la fi de la guerra del Vietnam. La ciutat fou rebatejada amb el nom de Ciutat Ho Chi Minh en honor del president Ho Chi Minh. Tanmateix, la majoria dels vietnamites continua parlant de Saigon. Oficialment, però, Saigon és només una part (el districte 1) de Ciutat Ho Chi Minh.

## Els noms de la ciutat
Els khmers, primers habitants dels verals, designaven aquest petit port amb el nom de Prey Nokor, «la ciutat de la selva». Els cambodjans encara l'anomenen d'aquesta manera, així com la minoria khmer krom que viu al delta del Mekong.
En arribar els annamites al segle xvii, la ciutat va prendre el nom usual de Sài Gòn, tot i que el nom oficial, fins a la colonització francesa, era Gia Định (嘉定 segons l'escriptura tradicional vietnamita). Els francesos, el 1859, van adoptar el nom de Sài Gòn, però amb una ortografia afrancesada (Saïgon). Durant l'etapa de domini francès la ciutat serà coneguda com el «París de l'Extrem Orient».
El 2 de juliol del 1976, els vencedors comunistes imposen el nom actual, Ciutat Ho Chi Minh (Thành phố Hồ Chí Minh), ja adoptat el 1945 pel primer govern de la República Democràtica del Vietnam, en homenatge a Ho Chi Minh.

## Clima
La ciutat està situada en la zona del monsó tropical, la qual cosa significa que té al llarg de l'any dues estacions, la seca i la plujosa. L'estació plujosa va de maig a novembre i la seca de desembre a abril.
La temperatura mitjana de la ciutat es de 27 °C amb máximes absolutes de 40º i mínimes de 14º. La ciutat té pluges abundants, amb una mitjana anual de 1949mm, sent setembre i juny els mesos més plujosos. La ciutat de Ho Chi Minh es veu afectada per dues direccions principals del vent i principalment pels monsons oest-sud-oest i nord-nord-est.
El vent de oest-sud-oest de l’oceà Índic bufa a la temporada de pluges, de juny a octubre, amb una velocitat mitjana de 3,6 m/s i el vent més fort a l’agost, amb una velocitat mitjana de 4,5 m/s. S. El vent del nord-nord-est bufa del Mar de la Xina Meridional a l'estació seca, de novembre a febrer, amb una velocitat mitjana de 2,4 m/s. A més, hi ha una ratxa de vent, de sud a sud-est, de març a maig amb una velocitat mitjana de 3,7 m/s.
La humitat relativa mitjana de l'aire al llarg de any és del 79,5%; la mitjana de l'estació de pluges és del 80% i el valor màxim ha arribat fins al 100%; la mitjana de la temporada seca és del 74,5% i mínima absoluta s'ha registrat fins al 20%.

## Geografia
La ciutat de Ho Chi Minh es troba entre les coordenades geogràfiques 10º 10' i 10º 38' de latitud nord i 106º 22' i 106º 54' de longitud est. El nord limita amb la província de Binh Duong, el nord-oest limita amb la província de Tay Ninh, l'est i el nord-est limita amb la província de Dong Nai, el sud-est limita amb la província de Ba Ria-Vung Tau, amb l’oest i el sud-oest amb les províncies de Long An i Tien Giang.
Es troba a gairebé 1.730 km per carretera de la capital d'Hanoi. El centre de la ciutat es troba a 50 km de la costa est en línia recta. Es tracta d’un centre de trànsit que connecta províncies de la regió i una porta d’entrada internacional. Amb el sistema de ports i aeroports més gran del país, el port de Saigon té una capacitat operativa de 10 milions de tones/any. L'aeroport internacional de Tan Son Nhat, amb dotzenes de rutes, és a només 7 km del centre de la ciutat.
Està situada en la zona de transició entre la regió sud-est i el delta del Mekong. Es pot dividir en 3 subregions topogràfiques. La terra alta es troba al nord-nord-est i una part del nord-oest (al nord del districte de Cu Chi, al nord-est del districte de Thu Duc i del districte 9), amb una topografia ondulada, una alçada mitjana de 10-25 m sobre el nivell del mar i alternant amb turons amb la cota més alta de fins a 32 m, com ara el turó Long Binh (districte 9). Hi ha també les zones baixes al sud-sud-oest i sud-est de la ciutat (als districtes 9, 8 i 7 de Binh Chanh, Nha Be i Can Gio). Aquestes zones tenen una alçada mitjana de només 1m, oscil·lant només entre els 0,5m i els 2m sobre el nivell del mar. Finalment hi ha una tercera zona, o zona mitjana, distribuïda al centre de la ciutat, inclou la major part del nucli antic de la ciutat, part dels districtes 2, Thu Duc, tot el districte 12 i el districte de Hoc Mon. Aquesta zona té una elevació mitjana de 5-10m. En general, la topografia de la ciutat de Ho Chi Minh és molt suau
La ciutat té una xarxa de rius i canals molt desenvolupada. El riu Dong Nai que bordeja el límit est de la ciutat, neix de l'altiplà de Langbiang (Da Lat) i conflueix amb molts altres rius, com el riu La Nga i el riu Be, de manera que té una gran conca, d'uns 45.000 km². Té un cabal mitjà de 20-500 m3/s i el cabal més alt durant la temporada d’inundacions és de fins a 10.000 m3/s, proporciona 15.000 milions de m3 anuals d’aigua i és la principal font d’aigua dolça de la ciutat de Ho Chi Minh. El riu Saigon, que creua la banda est de la ciutat, s'origina a la zona d’Hon Quan, travessa Thu Dau Mot fins a la ciutat amb una longitud de 200 km i flueix al llarg del territori de la ciutat amb una longitud de 80 km. El sistema d’afluents del riu Saigon és nombrós i té un cabal mitjà d’uns 54 m3/s. L'amplada del riu Saigon a la ciutat varia de 225 m a 370 m i la profunditat a 20 m. El riu Dong Nai es connecta a través del riu Saigon a l'interior de la ciutat, pel sistema del canal Rach Chiec. El riu Nha Be es forma a partir de la confluència del riu Dong Nai amb el riu Saigon, a uns 5 km al sud-est del centre de la ciutat i Desemboca al mar de la Xina Meridional.
A més dels principals rius esmentats anteriorment, la ciutat també té una xarxa entrellaçada de canals. Les aigües subterrànies a la ciutat de Ho Chi Minh, en general, són força abundants, concentrades a la meitat nord dels sediments del plistocè. Més al sud (Nam Binh Chanh, districte 7, Nha Be, Can Gio): en els sediments de l'holocè, les aigües subterrànies solen estar contaminades amb alúm i salina. La major part de la zona vella del centre de la ciutat té una font d'aigua subterrània molt important, però la qualitat de l'aigua no és gaire bona. No obstant això, en aquesta zona, les aigües subterrànies encara s'exploten sovint en tres capes principals: 0-20m, 60-90m i 170-200m. Les zones dels districtes 12, Hoc Mon i Cu Chi tenen abundants reserves d’aigua subterrània, amb una qualitat de l’aigua molt bona i és una important font d’aigua addicional per a la ciutat.
La majoria dels rius i canals de la ciutat de Ho Chi Minh es deriven de les fluctuacions de marea semidium diàries del mar de la xina meridional. Cada dia, l'aigua puja i baixa dues vegades, de manera que la marea penetra profundament als canals de la ciutat, provocant un impacte significatiu en la producció agrícola i limitant el drenatge d'aigua al centre de la ciutat. El nivell mitjà de marea més alt és d’1,10 m. El mes amb més nivell d’aigua és octubre-novembre, el més baix és juny-juliol. A l'estació seca, el flux de rius petits, amb una salinitat del 4%, pot infiltrar-se des del riu Saigon fins a més enllà de Lai Thieu, en alguns anys fins a Thu Dau Mot i al riu Dong Nai fins a Long Dai. A l’època de pluges, el flux de la font és gran, de manera que la salinitat es dilueix molt.

## Llocs d'interès

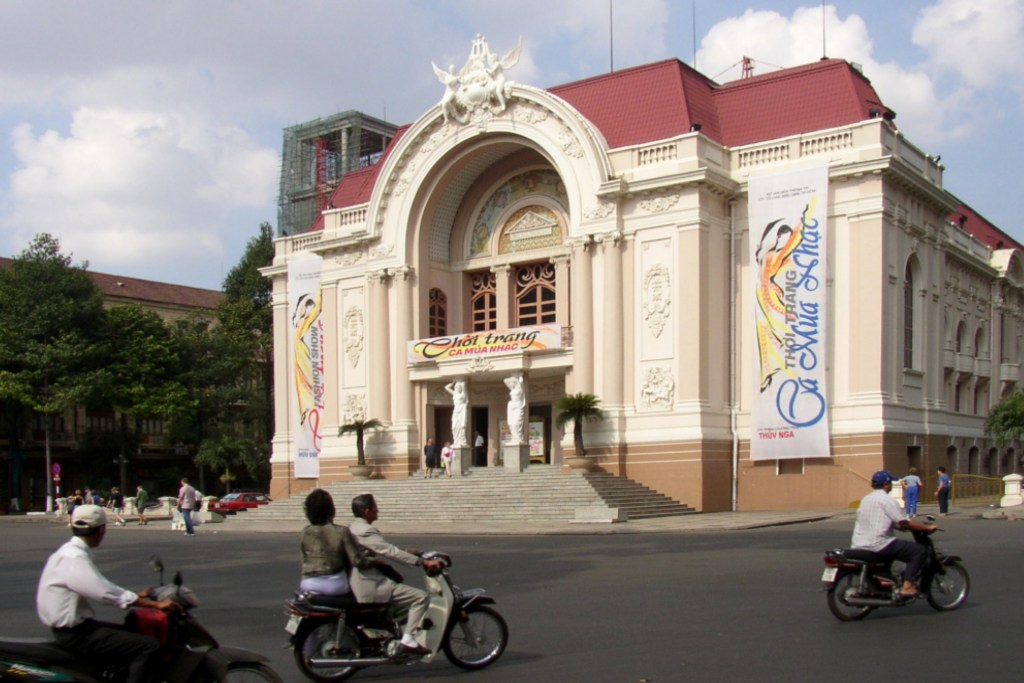
Nhà hát Thành phó (Teatre Municipal), al carrer Đồng Khởi

La Ciutat Ho Chi Minh és la que disposa de més museus de tot el país. Dins de la ciutat es troben més de 1.000 edificis d'interès entre pagodes, cases comunals, temples i santuaris construïts en períodes i en estils força diferents. Es poden trobar des de temples budistes del sud, antigues cases comunals lligades a la historia de la recuperació de terres per a ús públic i hi ha algunes de les pagodes més boniques del país, algunes d'elles construïdes amb un estil renovat que barregen l'estil clàssic amb el modern. Molts edificis d'estil francès també es poden visitar a la ciutat, com per exemple, la seu del Comitè Popular de la Ciutat d'estil de la Tercera República de França, el Banc Estatal d'estil Modernista, la Casa dels Nens d'estil neoclàssic, i molts d'altres. A part d'aquests edificis clàssics la ciutat també disposa d'edificis moderns dissenyats per estudis d'arquitectura locals i internacionals.
Una de les atraccions de la qual més orgullosos estan els vietnamites són els túnels de Cu Chi, una obra única en la història militar mundial, símbol de la voluntat i intel·ligència de ferro de l'exèrcit i la gent de la ciutat en la guerra contra Estats Units. Igualment famós és el bosc de manglars de Can Gio en el que es van lliurar batalles per destruir els vaixells enemics a l'estuari del riu Saigon, ara una gran destinació d’ecoturisme amb interminables boscos de manglars verds.

### Museus
La ciutat disposa de diversos museus, molts d'ells centrats en figures i moments relacionats amb l'alliberament de Vietnam de la colonització francesa i la invasió americana.
- El Museu d’Història del Vietnam és el museu més gran i també el primer museu de la ciutat, nascut a principis del segle xx. Gràcies a la col·lecció i conservació d’artefactes, el Museu d’Història compta amb una extensa col·lecció de prop de 30.000 artefactes valuosos. Està situat a 2 Nguyen Binh Khiem, al districte 1.
- El Museu Ho Chi Minh, presenta la vida i la carrera del president Ho Chi Minh i és annex al mausoleu del líder vietnamita. Es va inaugurar el 19 de maig de 1990.[9] Es troba a l'adreça 1 Nguyen Tat Thanh, districte 4.
- El Museu de les Restes de la Guerra exhibeix crims comesos pels invasors nord-americans contra el poble vietnamita. Es pot visitar a l'adreça 28 Vo Van Tan, districte 3
- Museu de la Ciutat Ho Chi Minh, a l'adressa 65 Ly Tu Trong, districte 1, on es poden veure diferents exposicions permanents i itinerants i hi ha més de 45.000 objectes pertanyent a la història de la ciutat i del país.[10]
- Museu Ton Duc Thang, centrat en la figura de Ton Duc Thang, personatge clau en la història de la descolonització del país.[11] Es pot visitar a l'adreça 5 Ton Duc Thang, District 1.
- Museu de la Campanya de Ho Chi Minh, que recorda l'ofensiva final entre març i maig de 1975 que va portar a la presa de control de Saigon per part de l'exercit nordvietnamita. Als ulls dels vietnamites, és la campanya que va alliberar el sud del país.[12] Es pot veure a l'adreça 2 Le Duan, districte 1.
- Museu de la Dona del Sud, que es centra en motius patriòtics i en la exposició dels problemes i les tradicions de les dones del sud del Vietnam.[13] Es pot visitar a l'adreça 202 Vo Thi Sau, districte 3.
- Museu de les Forces Armades del sud-est a l'adreça 247 Hoang Van Thu, districte de Tan Binh
- Museu de Belles Arts 97A Pho Duc Chinh, districte 1

### Temples i santuaris
Diversos temples, pagodes i santuaris es troben repartits per la ciutat. Alguns dels més destacats són els següents:
- La Pagoda de Giac Lam, és el temple budista més antic de la ciutat. Construida al 1744 i restaurada per última vegada al 1999, el recinte conté diversos edificis, jardins i una estupa de 7 pisos hexagonals construida al 1994[14] La Pagoda es troba a l'adreça: 118 Lac Long Quan, Tan Binh District[15]
- La Pagoda de Giac Vien és una de les que menys renovacions ha patit que n'hagin modificat l'aspecte original,[16] data de finals dels 1700s i es pot viistar al districte 11, al carrer Lac Long Quan 161/85/20. [15]
- La Pagoda de Phung Son, construida entre 1802 i 1820, té gran quantitat d'estàtues de bronze, fusta, coure i ceràmica.[17] Es troba també al districte 11, al carrer Ba Thang Hai 1408.
- La Pagoda de Vinh Nghiem, va ser iniciada el 1964 i acabada el 1971 per l'arquitecte Nguyen Ba Lang.[18] Tot i ser moderna, es considera un temple budista singular a la ciutat.
- La Pagoda de Xa Loi, destaca pel seu estil modern[19] i per ser la més gran de la ciutat.
- La Pagoda de Nan Thien Nhat Tru va ser construïda entre 1956 i 1977 i destaca per estar construida a 12 metres d'alçada sobre un únic pilar central.[20]
- El Temple/Casa Comunal Phong Phu, al barri de Thang Nhon Phu, construïda pels vilatans de Phong Phu a finals del segle xix i dedicat a Thanh Hoang.[21]
- EL Temple/Casa comunal de Phu Nhuanm, al districte de Phu Nhuan
- Temple de Hung Vuong
- Temple Tran Hung Dao
- Tomba del senyor Le Van Duyet
- Temple de l'Emperador de Jade
- Pagoda de Thien Hau
- Temple del segon palau

### Esglésies
Les esglésies de Saigon es van construir principalment a la segona meitat del segle xix. En general, l'estil arquitectònic francès d'aquest període combinava els estils gòtics i romànics familiars de l'Edat mitjana europea. L'església amb la major escala de la ciutat és la catedral de Notre Dame, construïda el 1880, també coneguda com a església de l'Estat, perquè va ser construïda pel govern colonial francès, on tenen lloc les principals cerimònies. En aquella època, Notre Dame era considerada la més gran de les colònies franceses. L'església es va construir amb maons de Marsella, vitralls i marcs d'acer portats de França en combinació amb pedra verda Bien Hoa. Els arcs romànics i els arcs gòtics trencats recorden les grans catedrals de París, Chartres i Reim.
L'església més petita de Tan Dinh, dedicada als religiosos vietnamites, representa una barreja de diferents estils d'arquitectura francesa perquè va ser construïda i eixamplada en diverses fases. L'església Huyen Si segueix l’arquetip d’una petita església de França. El mateix passa amb l'església de Cha Tam a Cho Lon, però l'interior està decorat amb la grandiositat d'un temple xinès.
Les esglésies construïdes en el període posterior han fet més esforços per trobar l'estil local. Així, l'església Vuon Mango combina un caràcter modern amb elements antics vietnamites, amb una porta de tres vies i un sostre gran.

### Altres edificis destactats
L’arquitectura importada pels francesos va deixar moltes cases destacades. Aquests edificis tenen usos molt diversos, des de seus d'agències administratives de la ciutat fins a museus, teatres, escoles,etc. i estan construides en estils diferents. A la decoració s'han inclòs molts detalls de l’art vietnamita, cham i khmer. En particular, hi ha obres que combinen harmònicament l’arquitectura occidental amb elements locals en un estil únic anomenat arquitectura indoxinesa, com ara Nha Rong, el Museu d’Història del Vietnam o l'escola Le Hong Phong.
L'arquitectura de Saigon abans de 1975 també va deixar una sèrie d'obres valuoses, en les quals el moviment arquitectònic "tropical", que significa prestar atenció al clima tropical, i la tendència a intentar expressar la cultura de l'art local amb l'arquitectura contemporània. Entre els edificis famosos hi ha la sala de reunions, la Biblioteca General de Ciències, el banc de llauna Thuong, l’Institut francès d’intercanvi cultural IDECAF, alguns temples budistes, etc.
En l'etapa moderna, les noves construccions van des d’edificis de gran alçada fins a xalets, cases adossades amb noves tecnologies i noves idees. L'edifici més alt és l'edifici del Saigon Trade Center, de 33 plantes i 128 m d'alçada. Alguns dels edificis més destacats pel seu alt valor artístic són:

#### Arquitectura francesa
- Seu del Comitè Popular de la Ciutat, 86 Le Thanh Ton, districte 1
- Operapera de la ciutat, 7 Plaça Lam Son, districte 1
- Oficina de correus de la ciutat, Comuna de París, Dong Khoi, districte 1

#### Arquitectura anterior al 1975
- Sala de reunificació, 106 Nguyen Du, districte 1
- Biblioteca científica, 67 Ly Tu Trong, districte 1

#### Nova arquitectura
- L'edifici Metropolità, 61 Nguyen Du, districte 1
- Saigon Trade Center, 37 Le Duan, districte 1

### Altres punts d'interès
- El carrer Đồng Khởi (exRue Catinat), on hi ha la Catedral de la Mare de Déu, l'edifici de Correus (amb l'estructura metàl·lica concebuda per Gustave Eiffel), l'Hotel Continental, el Teatre Municipal i l'Hotel Majestic.
- El bulevard Nguyễn Huệ (exBoulevard Charner), on hi ha l'Ajuntament.
- El Palau de la Reunificació (exPalau Norodom), al bulevard Lê Duẩn (exBoulevard Norodom).
- El temple hindú de Mariamman, al carrer Trương Định (exRue Ohier).
- La mesquita índia, al carrer Đông Du (exRue de l'Amiral-Dupré).

### En francès

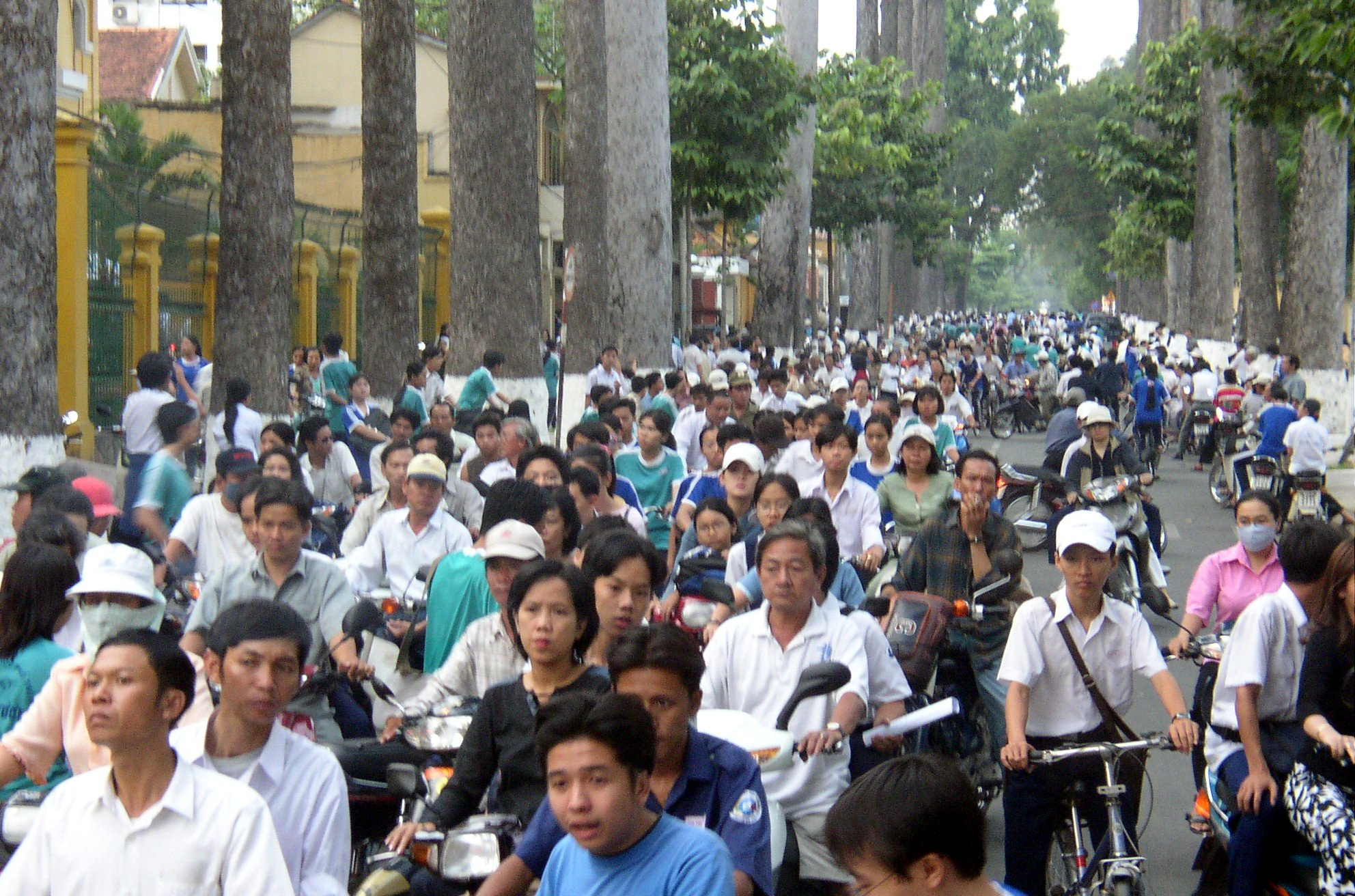
Trànsit al carrer, desembre del 2003